# Hydrokopter

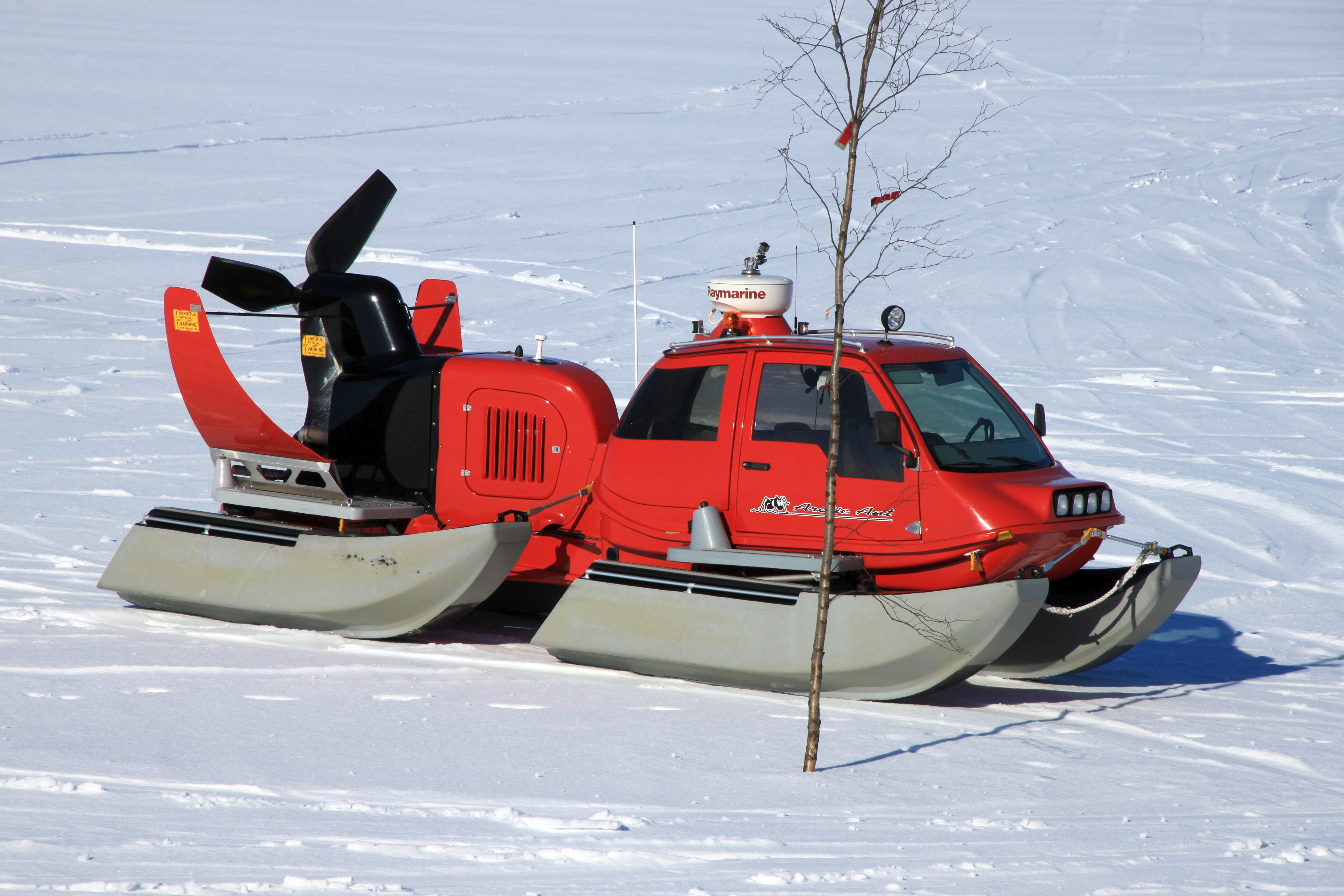
Hydrokopter als Lotsenboot auf dem Bottnischen Meerbusen

Ein Hydrokopter ist ein Amphibienfahrzeug für die Fortbewegung im Wasser und auf Eis mit einem Bootsrumpf und Kufen, das durch einen Flugzeug-Propeller angetrieben wird.
Konstruktiv ähnelt er einem Sumpfboot, ist jedoch dank der Kufen und eines Seitenruders auch auf Eis verwendbar (Landfahrzeug). Vom Antrieb her ähnelt er einem Propellerschlitten (Aerosani). Bricht er auf dünnem Eis ein, kann er trotzdem weiterfahren. Da der Hydrokopter kostengünstiger ist als ein Luftkissenfahrzeug oder ein Hubschrauber, wird er besonders auf dem Bottnischen Meerbusen eingesetzt, z. B. um Lotsen zu Frachtschiffen oder Eisbrechern zu befördern.